# Alangayam
Alangayam là một thị xã panchayat của quận Vellore thuộc bang Tamil Nadu, Ấn Độ.

## Địa lý
Alangayam có vị trí 12°36′B 78°45′Đ / 12,6°B 78,75°Đ Nó có độ cao trung bình là 572 mét (1876 foot).

## Nhân khẩu
Theo điều tra dân số năm 2001 của Ấn Độ, Alangayam có dân số 16.846 người. Phái nam chiếm 50% tổng số dân và phái nữ chiếm 50%. Alangayam có tỷ lệ 63% biết đọc biết viết, cao hơn tỷ lệ trung bình toàn quốc là 59,5%: tỷ lệ cho phái nam là 71%, và tỷ lệ cho phái nữ là 55%. Tại Alangayam, 13% dân số nhỏ hơn 6 tuổi.